# Anthony Hilliard
Anthony Hilliard (* 28. Juni 1986 in Fayetteville, North Carolina) ist ein US-amerikanischer Basketballspieler. Nach dem Studium in seinem Heimatland wurde Hilliard Profi in Europa. Nach zwei Spielzeiten in Belgien spielte er in Basketball-Bundesliga 2011/12 für den deutschen Erstligisten Artland Dragons. In der Spielzeit 2012/13 spielt er in der zweiten französischen Liga Pro B für den ehemaligen Meister Olympique d’Antibes.

## Karriere
Nach dem High-School-Abschluss bekam Hilliard kein Sportstipendium und schrieb sich 2005 an der Elizabeth City State University, einer Historisch afroamerikanischen Hochschule in Elizabeth City in seinem Heimatstaat ein. Deren Hochschulmannschaft Vikings spielen in der „Central Intercollegiate Athletic Association“ (CIAA) der NCAA Division II. Hilliard hatte bei der Basketballmannschaft persönlich gute Statistiken und ist der erste Spieler in der Geschichte dieser Mannschaft, der in seiner vierjährigen Collegekarriere über 1.000 Rebounds einsammeln konnte. Hilliard schaffte es zwar nicht in die Auswahl der All-American-Spieler der Division II, doch beim NABC All-Star Game der Division war er bei der Niederlage der Ost-Auswahl der beste Spieler seiner Mannschaft und der einzige Spieler mit einem Double-double im Spiel. Trotzdem hatte er keine Möglichkeit, als Division II-Spieler an einen Profivertrag in der am höchsten dotierten Profiliga NBA zu kommen.
Hilliard startete daher 2009 eine Karriere als Profi in Europa und spielte zunächst in der belgischen Ethias League für den RBC aus Pepinster. Der Tabellenletzte des Vorjahres verpasste nur knapp wegen des schlechteren direkten Vergleichs den Einzug in die Play-offs um die belgische Meisterschaft. Zusammen mit seinem Mannschaftskameraden Stanley Burrell wechselte er anschließend zum Ligakonkurrenten Okapi Aalstar aus Aalst. Der Tabellenzweite der Hauptrunde 2010/11 zog anschließend auch in die Finalserie um die Meisterschaft ein, in der man jedoch gegen den damaligen Serienmeister Spirou BC Charleroi chancenlos blieb und nur Vizemeister werden konnte. Für die Basketball-Bundesliga 2011/12 bekam Hilliard dann einen Vertrag beim deutschen Erstligisten Dragons aus der Samtgemeinde Artland. In den Viertelfinal-Play-offs der EuroChallenge 2011/12 blieb man ohne Chance gegen den späteren Titelgewinner Beşiktaş Milangaz und verlor wie in der Vorsaison in der Halbfinalserie der Meisterschafts-Play-offs klar gegen den Titelverteidiger Brose Baskets. Für die darauffolgende Spielzeit wechselte Hilliard ins französische Antibes zum ehemaligen Meister Olympique in die zweite Liga LNB Pro B.